# Hatutu
Hatutu is een onbewoond eiland in de Stille Oceaan dat deel uitmaakt van de Marquesaseilanden, Frans-Polynesië. Het ligt 3 kilometer ten oosten van Eiao. Het hoogste punt van het eiland is 428 meter.
Hatutu werd in 1791 ontdekt door de Amerikaan Joseph Ingraham, die het eiland Hancock Island noemde, naar de toenmalige gouverneur van Massachusetts, John Hancock. Voordat het eiland zijn huidige naam kreeg, heette het eerst nog Langdon en daarna Nexon.
Sinds 1992 heeft het eiland de status van natuurgebied. Er komen 48 vogelsoorten op het eiland voor waaronder negen soorten van de Rode Lijst van de IUCN. Het is broedgebied van de endemische markiezenpatrijsduif (P. rubescens). Verder nestelen er zeevogels zoals de Hendersonstormvogel (Pterodroma atrata) en de Tahiti-stormvogel (Pseudobulweria rostrata) beide soorten van de rode lijst en de genten maskergent (Sula dactylatra), bruine gent (S. leucogaster) en roodpootgent (S. sula).
Noordelijke groep:
Eiao ·
Hatutu ·
Motu Iti ·
Motu One ·
Nuku Hiva ·
Ua Huka ·
Ua Pou
Zuidelijke groep:
Fatu Hiva ·
Fatu Huku ·
Hiva Oa ·
Moho Tani ·
Motu Nao ·
Tahuata